# 볼드모트: 후계자의 기원
볼드모트: 후계자의 기원(Voldemort: Origins of the Heir)은 2018년 1월 13일에 개봉한 트라이앵글 필름의 해리포터 시리즈의 비공식 팬무비이다. 유튜브를 통해 공개되었으며, 원본에는 영어, 에스파냐어, 프랑스어, 이탈리아어, 포르투갈어 자막이 있다.
비공식 팬무비기 때문에 J. K. 롤링의 해리 포터 세계관에는 아무런 관련이 없다. 제작사 또한 이를 강조하고 있다.

## 배역
- 톰 마볼로 리들 역 - 스테파노 로시
- 볼드모트 역 - 데이바이드 엘레나
- 그리샤 맥라건 역 - 마달레나 오카시 
 고드릭 그리핀도르의 후계자며, 볼드모트를 막으려 노력한다.
- 위걸프 시거드슨 역 - 안드레아 데아네시 
 로웨나 레번클로의 후계자.
- 라자루스 스미스 역 - 안드레아 본판티 
 헬가 후플푸프의 후계자.
- 헵시바 스미스 역 - 겔소미나 바세티
- 마카로브 장군 역 - 알레시노 델라